# Glass Bauunternehmung
Die Glass GmbH Bauunternehmung ist eine familiengeführte mittelständische Unternehmensgruppe des Bauhauptgewerbes. Der Hauptsitz der Gruppe ist in Mindelheim im Landkreis Unterallgäu. 
Zur Unternehmensgruppe zählen neben der Zentrale in Mindelheim unter anderem eine Niederlassung in München, die Glass Ingenieurbau Leipzig GmbH (Persönlich haftender Gesellschafter: Glass GmbH Bauunternehmung) und die Glass GmbH & Co. Umwelttechnik KG Bad Wörishofen (Planung, Bau, Finanzierung und Betrieb von Kläranlagen und Abwassernetzen; Komplementär: Glass Beteiligungs GmbH, Kommanditist: Glass GmbH Bauunternehmung).
Die Hochbaufirma Glass wurde 1948 von Helene und Albert Glaß in Mindelheim gegründet. In den 1950er Jahren wurden zunächst Mauersteine (insbesondere Hohlblocksteine) und Deckenträger hergestellt. In den 1960ern kamen die Bereiche Tiefbau, Fertighausbau und (nach dem Bau eines Betonfertigteilwerkes) Industriebau hinzu. In den 1970er Jahren zog das Stammhaus in ein neues größeres 175.000 m² großes Gelände im Industriegebiet von Mindelheim um. Neben der Verwaltung sind dort heute die Fertigungsbetriebe, ein Transportbetonwerk und ein Fertigteilwerk angesiedelt.
Die Glass Bauunternehmung ist heute bundesweit schwerpunktmäßig im schlüsselfertigen Industriebau tätig, agiert aber auch in allen anderen Bauleistungsbereichen, inklusive Spezialtiefbau, Brückenbau, Bau von Parkhäusern und Wohnungsbau. Zu den hergestellten Fertigteilen zählen unter anderem Tübbings für den Tunnel- und U-Bahn-Bau und Elementdecken.
Geschäftsführender Gesellschafter der konzernführenden Glass GmbH Bauunternehmung ist seit 1986 Dieter Glaß, der Sohn des Unternehmensgründers. Das Unternehmen befindet sich im Eigentum der Familie Glaß.